# Agnes Macphail

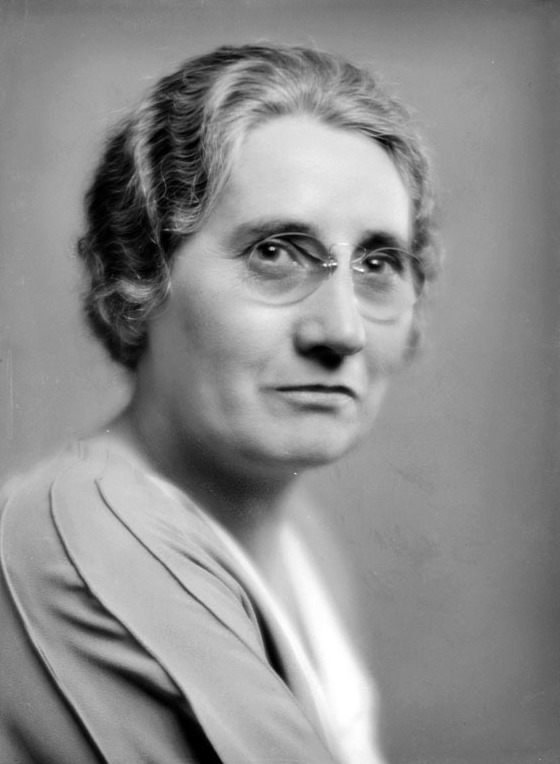
Agnes Macphail (1934, Foto von Yousuf Karsh)

Agnes Campbell Macphail (* 24. März 1890 in Township of Proton, Grey County, Ontario; † 13. Februar 1954 in Toronto) war eine kanadische Politikerin. Sie war die erste Frau, die 1921 ins Unterhaus gewählt wurde, und auch die erste Frau, die 1943 in die Legislativversammlung von Ontario gewählt wurde. Zwischen 1921 und 1940 war sie Abgeordnete des Unterhauses, zunächst für den Wahlkreis Grey Südost und dann für Grey–Bruce. Von 1943 bis 1945 und von 1948 bis 1951 war sie außerdem Abgeordnete der Legislativversammlung von Ontario für den Wahlkreis York Ost.

## Frühes Leben
Agnes Macphail wurde am 24. März 1890 in Proton Township, Grey County, Ontario, geboren. Ihre Familie bestand aus Bauern, die aus Schottland nach Kanada eingewandert waren. In ihrer Jugend war sie religiös aktiv, zunächst in der Methodistenkirche, später in der Gemeinschaft Christi. In ihrem späteren Leben trat sie der United Church of Canada (Vereinigte Kirche von Kanada) bei.
1910 schloss sie eine Ausbildung zur Lehrerin in Owen Sound ab. Sie unterrichtete mehrere Jahre an ländlichen Schulen in Süd-Ontario.

## Politische Karriere
Während sie in der Nähe von East Gwillimbury arbeitete, wurde sie politisch aktiv. Dort schloss sie sich den United Farmers of Ontario (Vereinigte Bauern von Ontario) an, einer Agrar- und sozialdemokratischen politischen Partei. Sie arbeitete auch als Journalistin für die Parteizeitung, die Farmer’s Sun.
Bei der Kanadische Unterhauswahl 1921 war Macphail der Kandidat der Progressive Partei Kanadas für den Wahlkreis Grey Südost. Sie war die erste Frau, die ins Unterhaus gewählt wurde, und die einzige weibliche Abgeordnete, die bei dieser Wahl gewählt wurde. Sie wurde bei den Wahlen von 1925, 1926 und 1930 wiedergewählt.
Zu Beginn ihrer politischen Karriere wurde sie für ihren Pazifismus bekannt und lehnte höhere Militärausgaben ab. Sie war auch Mitglied der Women’s International League for Peace and Freedom. Macphail war auch die erste Frau, die zur kanadischen Delegierten im Völkerbund ernannt wurde. Obwohl sie Pazifistin war, stimmte sie für den Eintritt Kanadas in den Zweiten Weltkrieg. Sie erklärte, dass „kein Widerstand gegen Hitler schrecklicher erschien als der Krieg.“.
Nach einem Gefängnisaufstand in Kingston im Jahr 1923 setzte sie sich für bessere Bedingungen für Gefangene ein. Insbesondere setzte sie sich für eine bessere Gesundheitsversorgung und die Verringerung der Zahl der Analphabeten in den Häftlingen ein. Im Jahr 1939 gründete Macphail die Elizabeth Fry Society of Canada, eine Nichtregierungsorganisation, die weiblichen Häftlingen nach ihrer Entlassung aus dem Gefängnis hilft.
Zu ihren weiteren politischen Zielen zählten das Eintreten für die Interessen von Landwirten und Bergleuten sowie die Reform des Scheidungsrechts.
1932 schloss sie sich der sozialistischen Fraktion der Progressive Partei an, die als “Ginger Group„ bekannt war. Im Mai 1932 gründete die Ginger Group zusammen mit anderen kleinen linken Parteien die Co-operative Commonwealth Federation (CCF). Macphail wurde Vorsitzende des CCF in Ontario. 1934 traten die United Farmers of Ontario aus der CCF aus, da man befürchtete, die Partei stehe dem Kommunismus zu sehr aufgeschlossen gegenüber. Macphail verließ die CCF zusammen mit den United Farmers of Ontario. Obwohl sie kein Mitglied des CCF mehr war, war sie bei vielen CCF-Mitgliedern beliebt. Aus diesem Grund stellte der CCF in ihrem Wahlkreis nie einen Gegenkandidaten gegen sie auf.
In der Kanadische Unterhauswahl 1935 wurde sie wiedergewählt, allerdings im neuen Wahlkreis von Grey–Bruce. In der Kanadische Unterhauswahl 1940 unterlag sie in ihrem Wahlkreis dem Liberalen Kandidaten Walter Harris. Später im Jahr 1940 kandidierte sie bei einer Nachwahl für den Wahlkreis Saskatoon City, da dessen Abgeordneter Walter George Brown nur sechs Tage nach der Wahl gestorben war. Bei dieser Nachwahl war sie die Kandidatin von United Reform, einer von der Kommunistische Partei Kanadas gegründeten Volksfront. Sie belegte hinter dem Konservativen Kandidaten Alfred Henry Bence den zweiten Platz.
Nach ihrer Zeit im Unterhaus arbeitete Macphail als Journalistin. Sie schrieb für mehrere Zeitungen, darunter The Globe and Mail. 1942 zog sie nach York in der Nähe von Toronto.
1942 kehrte sie in die Politik zurück und trat erneut der Co-operative Commonwealth Federation bei. In der Provinzwahl von Ontario 1943 wurde sie im Wahlkreis York Ost gewählt. Zusammen mit Rae Luckock waren sie die ersten Frauen, die in die Legislativversammlung von Ontario gewählt wurden. In der Provinzwahl in Ontario 1943 unterlag sie, wurde dann aber bei den Provinzwahlen 1945 und 1948 wiedergewählt. Im Jahr 1951 schlug sie ein Gesetz zur Lohngleichheit zwischen Männern und Frauen vor, konnte es jedoch nicht umsetzen, da sie bei den Provinzwahl in Ontario 1951 eine Niederlage erlitt.
Macphail starb am 13. Februar 1954 im Alter von 63 Jahren in Toronto. Zum Zeitpunkt ihres Todes erwog Premierminister Louis Saint-Laurent, sie in den Senat zu berufen.